# Weiherleithen
Weiherleithen (oberfränkisch: Waijelaidn, früher auch: Bergmaisel genannt) ist ein Gemeindeteil der Gemeinde Trebgast im Landkreis Kulmbach (Oberfranken, Bayern). Weiherleithen liegt in der Gemarkung Trebgast.

## Geographie
Die Einöde liegt in Hanglage des Trebgasttales. Ein Anliegerweg bzw. eine Ortsstraße führt nach Trebgast zur Staatsstraße 2183 (0,6 km nordwestlich) bzw. nach Michelsreuth (1,1 km südöstlich).

## Geschichte
1835 wurde auf der „Weiherleithen“ ein Tropfhaus erbaut. Dieses wurde nach diesem Flurnamen benannt. Weiherleithen gehörte zur Ruralgemeinde Trebgast.

### Einwohnerentwicklung
| Jahr      | 001838 | 001861 | 001871 | 001885 | 001900 | 001925 | 001950 | 001961 | 001970 | 001987 |
| Einwohner |        | 7      | 6      | 4      | 9      | 6      | 7      | 2      | 5      | 3      |
| Häuser    | 1      |        |        | 1      | 1      | 1      | 1      | 1      |        | 1      |
| Quelle    | [ 7 ]  | [ 11 ] | [ 3 ]  | [ 12 ] | [ 13 ] | [ 14 ] | [ 15 ] | [ 16 ] | [ 17 ] | [ 1 ]  |

## Religion
Weiherleithen ist evangelisch-lutherisch geprägt und nach St. Johannes (Trebgast) gepfarrt.